# Bracon kasachstanicus
Bracon kasachstanicus är en stekelart som beskrevs av Vladimir Ivanovich Tobias 1959. Bracon kasachstanicus ingår i släktet Bracon och familjen bracksteklar. Inga underarter finns listade.